# Letiště Londýn-Gatwick
Letiště Londýn-Gatwick (anglicky London Gatwick Airport) je druhé nejrušnější letiště Velké Británie podle počtu odbavených cestujících za rok. Nachází se v hrabství West Sussex, přibližně 40 km jižně od Londýna a stejně daleko od Brightonu.

## Historie
Název Gatwick pochází z roku 1241, bylo to jméno panství v místě současného letiště. V roce 1890 zde byla vybudována dostihová dráha, na které se po několik let v průběhu první světové války konaly dostihové závody Aintree Grand National.
V roce 1930 sem byl přesunut Surrey Aero Club a piloti používali dostihovou dráhu pro vzlety a přistání letadel. V roce 1933 závodiště koupil zahraniční investor a přestavěl ho na letiště. Ministr dopravy povolil komerční lety z Gatwicku následující rok a od roku 1936 odsud odlétalo i několik pravidelných linek do Evropy. Byla vybudována kruhová odbavovací hala, nazývaná The Beehive (včelín), a podzemní vlakové nádraží, takže cestující mohli cestovat z nádraží Victoria až k letadlům bez přestupu.
Po druhé světové válce byl Gatwick rekonstruován jako náhradní letiště za Heathrow. Z důvodu této rekonstrukce, která si vyžádala náklady ve výši 7,8 miliónů liber, byl Gatwick v období let 1956 až 1958 uzavřen. Rekonstruovaný Gatwick byl prvním letištěm s přímým železničním spojením na světě a s uzavřeným přístupem k letadlům; přístupové zastřešené nástupní koridory spojují odbavovací halu s nástupními můstky.

## Současnost
Gatwick je nejrušnějším letištěm s jednou přistávací drahou na světě. Ročně odbaví více než 45 miliónů pasažérů cestujících do asi 200 míst.
Charterové lety, které většinou nemohou využívat Heathrow, využívají místo toho Gatwick. Většina spojů do a z USA využívá Gatwick, protože Heathrow nepovoluje transatlantické spojení. Gatwick je také záložním letištěm společností British Airways a Virgin Atlantic Airways.
Obecně platí, že parkoviště pro automobily jsou, hlavně v létě, přeplněná. Důvodem je omezení stavebních prací dané územním plánem a velký počet letadel využívajících Gatwick.
Letiště již bylo několikrát uzavřeno z důvodu možného ohrožení leteckého provozu vypuštěnými drony.
Při pandemii covidu-19 na jaře roku 2020 uzavřelo letiště jeden ze svých dvou odbavovacích terminálů z důvodu pokleslé vytíženosti.

## Budoucnost
Po poslední velké rekonstrukci v roce 1979 bylo s místními úřady dohodnuto, že do roku 2019 se letiště nebude rozšiřovat.
S ohledem na zvýšení hlučnosti, znečištění a nutnosti demolice některých okolních vesnic vláda rozhodla, že místo vybudování plánované druhé přistávací dráhy bude podporovat rozšíření Heathrow a Stanstedu.
Vlastník letiště Gatwick, společnost BAA, v poslední době předložila návrh na výstavbu druhé přistávací dráhy jižněji od letiště, což by vesnice Charlwood a Hookwood ponechalo na sever od této dráhy bez nutnosti demolice.

## Odbavovací haly
Letiště má dvě odbavovací haly (severní a jižní), které jsou spojeny automatickým dopravním systémem.
Severní (North Terminal) byla postavena v roce 1983. Byla to největší stavební akce na jih od Londýna v 80. letech 20. století. Hala byla uvedena do provozu v roce 1988 a v roce 1991 byla rozšířena.
Jižní (South Terminal) byla vybudována v průběhu rekonstrukce letiště v 50. letech 20. století. V roce 1962 byly vybudovány dva nové nástupní koridory. Rekonstrukce původního nástupního koridoru proběhla v roce 1985 a původní odbavovací haly probíhá v současnosti.

## Doprava na letiště

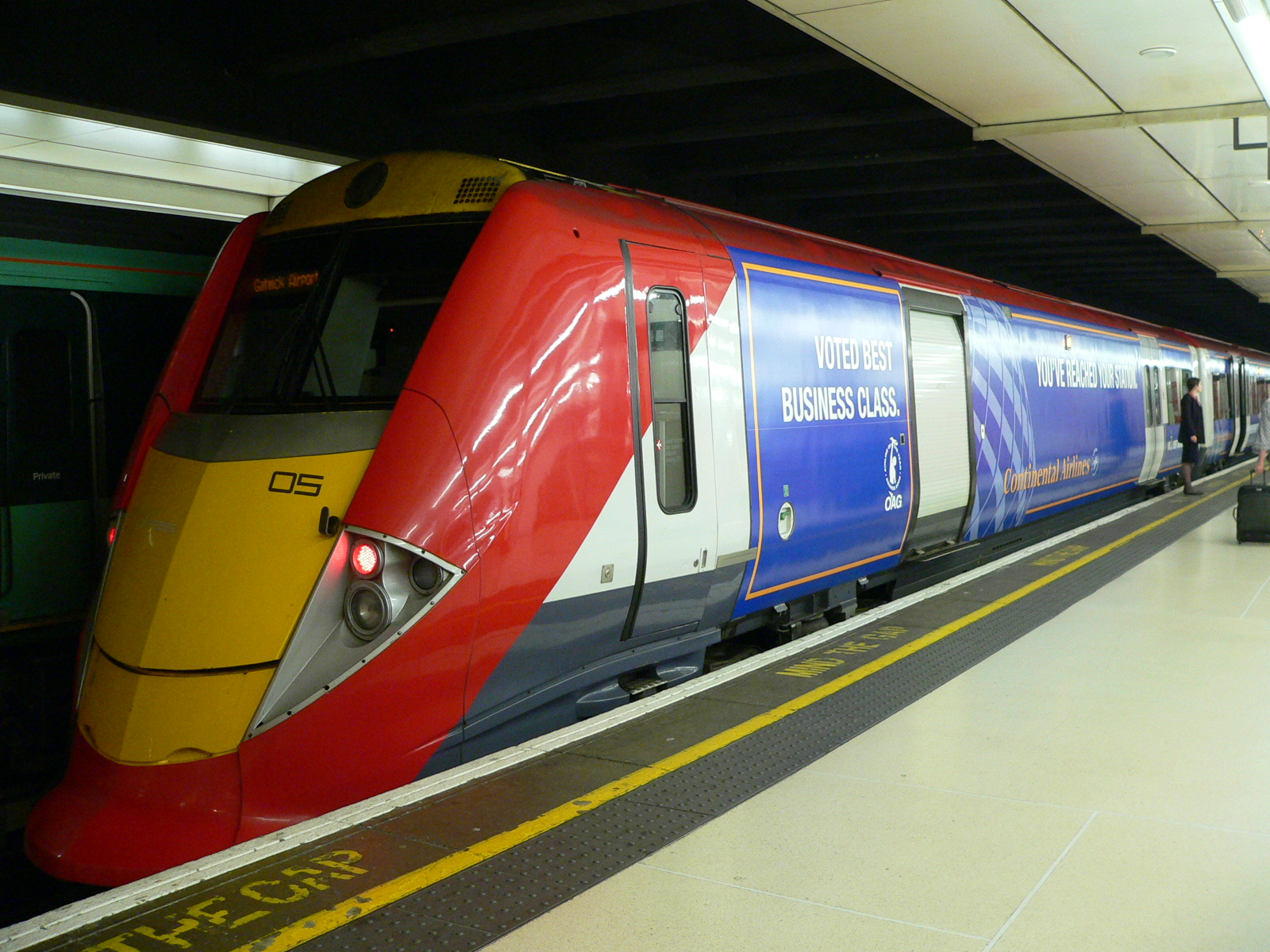
Vlak Gatwick Express na stanici Victoria

Jižní odbavovací hala se nachází přímo nad železniční stanicí, ze které pravidelně vyjíždějí vlaky do londýnské stanice Victoria nebo do Brightonu. Nejznámějším spojením je Gatwick Express. Železniční spojení poskytují i jiní dopravci, například Southern, Thameslink a Virgin Trains. Společnost Thameslink poskytuje přímé spojení s letištěm Luton.
Další možností je autobusová doprava – spoje X26 Express Bus z východního Croydonu, nebo linky společnosti National Express, které spojují Gatwick s Heathrow i Stansteadem a okolními menšími městy v okolí Gatwicku.
Letiště se nachází poblíž odbočky z dálnice M25, silnice A23 a jižního konce A217.
V obvodu letiště jsou vybudovaná parkoviště (v letním období často přeplněná) pro krátkodobé i dlouhodobé parkování.